# أندرو كروس (لاعب كرة قدم أسترالية)
أندرو كروس (بالإنجليزية: Andrew Cross)‏ هو لاعب كرة قدم أسترالية بريطاني، ولد في 13 أبريل 1961.

## وصلات خارجية
- أندرو كروس على موقع AustralianFootball.com (الإنجليزية)
- أندرو كروس على موقع AFLtables.com (الإنجليزية)